# Ana Cristina Cesar
Ana Cristina Cruz Cesar (Rio de Janeiro, 2 de junho de 1952 — Rio de Janeiro, 29 de outubro de 1983) foi uma poetisa, crítica literária, professora e tradutora brasileira, conhecida como Ana Cristina Cesar (ou Ana C.). É considerada um dos principais nomes da geração mimeógrafo, conhecida também como a poesia marginal da década de 1970. Em 2016, pela colaboração da sua obra dentro da historiografia literária brasileira, foi homenageada na Festa Literária Internacional de Paraty.

## Biografia
Filha do sociólogo e jornalista Waldo Aranha Lenz Cesar e da professora Maria Luiza Cruz, Ana Cristina Cruz Cesar nasceu em uma família culta e protestante de classe média carioca. Irmã de Flávio Cesar (viúvo de Gabriela Leite, fundadora da Daspu) e de Filipe Cesar.
Antes mesmo de ser alfabetizada, aos seis anos de idade, já ditava poemas para sua mãe. Em 1969, Ana Cristina Cesar viajou à Inglaterra em intercâmbio escolar. Entrou  para a Faculdade de Letras da Pontifícia Universidade Católica do Rio de Janeiro (PUC-RJ), aos dezenove anos. Em 1979, pela Rotary Fundation, passou um período em Londres, onde travou contato com a literatura em língua inglesa.  Quando regressou ao Brasil, com livros de Emily Dickinson, Sylvia Plath e Katherine Mansfield nas malas, dedicou-se a escrever e a traduzir.
Cesar começou a publicar poemas e textos de prosa poética na década de 1970 em coletâneas, revistas e jornais alternativos. Seus primeiros livros, Cenas de Abril e Correspondência Completa, foram lançados em edições independentes. As atividades de Ana Cristina não pararam: pesquisa literária, mestrado em comunicação pela Universidade Federal do Rio de Janeiro (UFRJ), outra temporada na Inglaterra para um mestrado em tradução literária (na Universidade de Essex), em 1980, e a volta ao Rio, onde publicou Luvas de Pelica, escrito na Inglaterra. Em suas obras, Ana Cristina Cesar mantém uma fina linha entre o ficcional e o autobiográfico. Neste meio tempo, colaborou com críticas jornalísticas em revistas e jornais brasileiros e internacionais.
Cometeu suicídio aos trinta e um anos, atirando-se pela janela do apartamento dos pais, no sétimo andar de um edifício da rua Toneleros, em Copacabana.
Armando Freitas Filho, poeta brasileiro, foi o melhor amigo de Ana Cristina Cesar, para quem deixou a responsabilidade de cuidar postumamente das suas publicações. O acervo pessoal da autora está sob tutela do Instituto Moreira Salles. A família fez a doação mediante a promessa de os escritos ficarem no Rio de Janeiro.

## Principais obras

### Poesia
- Cenas de abril (1979)
- Correspondência completa (1979)
- Luvas de pelica (1980)
- A Teus Pés (1982)
- Inéditos e Dispersos (1985)
- Novas Seletas (póstumo, organizado por Armando Freitas Filho)
- Poética (obra completa, 2013)

### Crítica
- Literatura não é documento (1980)
- Crítica e Tradução (1999)

### Variados
- Correspondência Incompleta (organização: Heloisa Buarque de Hollanda e Armando Freitas Filho, selo HB, e-galáxia)
- Escritos no Rio (póstumo, organizado por Armando Freitas Filho)
- Escritos em Londres (póstumo, organizado por Armando Freitas Filho)
- Antologia 26 Poetas Hoje, vários autores (organização: Heloisa Buarque de Hollanda)
- Ana Cristina Cesar – O sangue de uma poeta, de Italo Moriconi (selo HB, e-galáxia)